# Cruceta (espada)

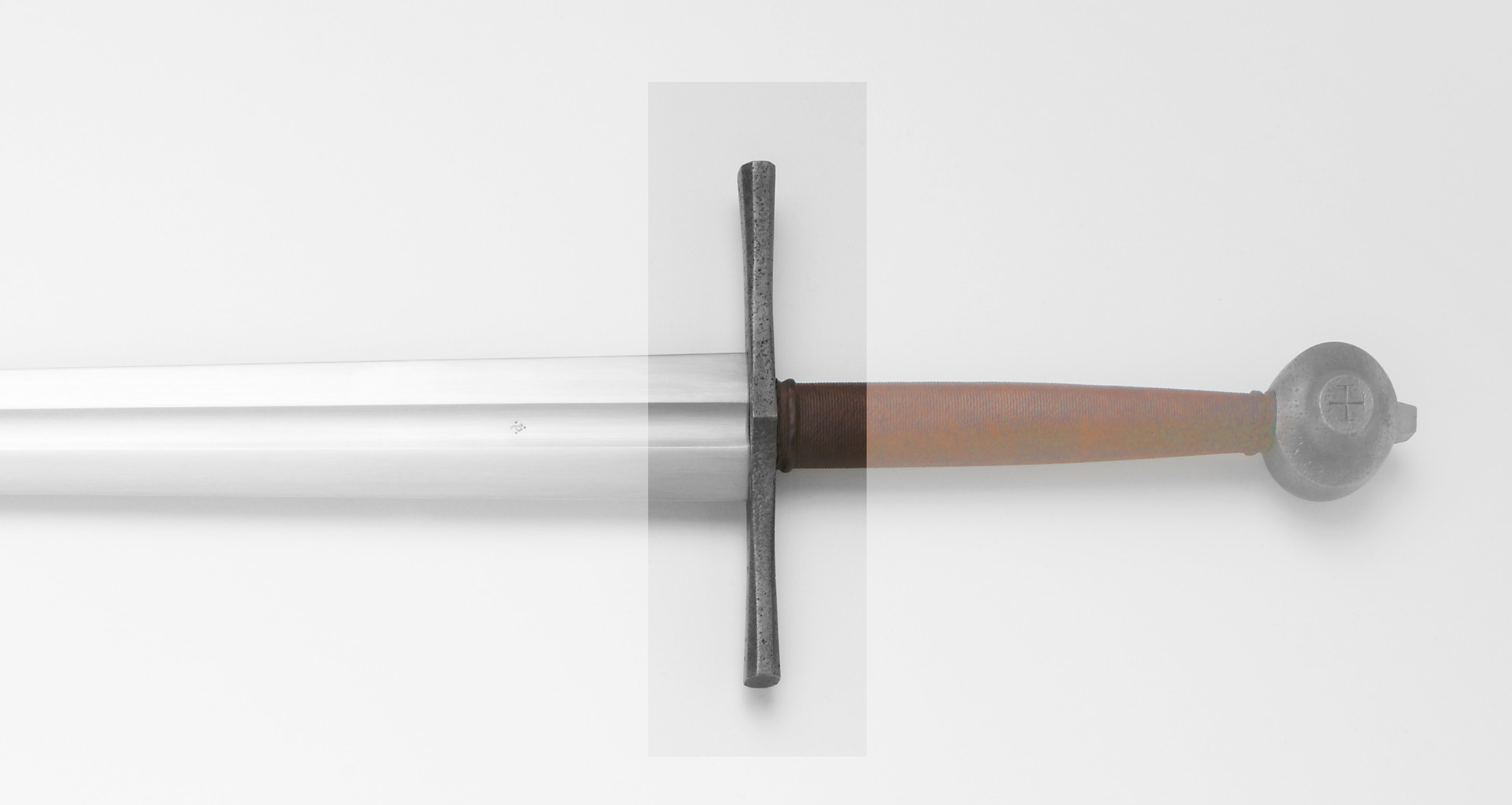
Cruceta

En una espada, la cruceta, arriaz, gavilán o quillón, es una barra de metal en ángulo recto con la hoja, colocada entre la hoja y la empuñadura. La cruceta se desarrolló en la espada europea alrededor del siglo X para la protección de la mano del portador. Las crucetas no solo se usaban para contrarrestar los ataques enemigos, sino también para sujetar mejor la espada. Más tarde se vieron en las espadas vikingas tardías, y es una característica estándar de la espada normanda del siglo XI y de la espada caballeresca de los caballeros durante todo el período altomedieval y tardío. Las primeras crucetas eran barras de metal rectas, que a veces se estrechaban hacia los extremos exteriores. Si bien este tipo simple nunca se suspendió, se desarrollaron formas más elaboradas a lo largo de la Edad Media. La cruceta podía estar entallada o doblada en los siglos XII y XIII.
A partir del siglo XIII o XIV, las espadas se equiparon casi universalmente con un llamado chappe o rain-guard, una pieza de cuero colocada en la cruceta. El propósito de este cuero no está del todo claro, pero parece haberse originado como parte de la vaina, funcionando como una tapa cuando la espada estaba en la vaina.
Ewart Oakeshott en el capítulo 4 de su The Sword in the Age of Chivalry (1964) clasifica las crucetas medievales en doce tipos:
1. una barra horizontal lisa, que se estrecha hacia el final. Esta es la forma básica encontrada desde finales de la era vikinga hasta el siglo XVII.
2. tipo entallado, popular en el siglo XV.
3. una barra relativamente corta con una sección transversal rectangular. Popular durante 1150-1250 y nuevamente durante 1380-1430.
4. los terminales de la barra están doblados hacia la cuchilla.
5. estilo "pajarita" con terminales ensanchados y aplanados.
6. una variante curva o doblada del tipo 5.
7. la barra tiene una sección transversal plana y está doblada hacia la hoja; populares en el siglo XIV.
8. terminales doblados como en el estilo 4, pero una forma más elaborada con una sección transversal hexagonal de la parte ajustada alrededor de la espiga y un écusson pronunciado, popular en el período medieval tardío.
9. un elaborado tipo medieval tardío con la barra doblada hacia la hoja y una sección transversal plana en forma de diamante o V y un écusson pronunciado.
10. los brazos de la barra se estrechan hacia la empuñadura en lugar de alejarse de ella; en su mayoría también con un écusson pronunciado.
11. Terminales con perilla, con sección transversal redonda o rectangular, populares durante los siglos XV y XVI.
12. la barra se curva fuertemente en el plano horizontal, formando una S; este tipo data del final del período medieval y es de transición a los tipos de gavilanes modernos tempranos.

La daga medieval en los siglos XIV y XV también adoptó una variante con guarniciones, con el estilo de la empuñadura de una espada. Las dagas con quillón siguieron siendo populares en el siglo XVI, después de que el tipo de espada al que se parecía dejara de usarse.